# Paesaggio con pescatori alla lenza
Paesaggio con pescatori alla lenza è un dipinto di Henri Rousseau, eseguito con la tecnica dell'olio su tela nel biennio 1908-09. 
Il dipinto si trova al Musée de l'Orangerie di Parigi.

## Descrizione
Questa composizione raccoglie elementi comuni dei paesaggi suburbani di Rousseau: case con finestre rigorosamente allineate, il comignolo di una fabbrica, una fila di alberi, alcuni personaggi. La novità è data dall'aereo che sorvola la scena: si tratta del biplano di Wilbur Wright, che aveva effettuato un volo a Le Mans nel 1908, la cui immagine fu diffusa dalla stampa dell'epoca, in particolare Le Petit Journal Illustré de la Jeunesse in un articolo pubblicato il 27 dicembre di quell'anno. Un'altra rappresentazione dell'aereo apparve sul Petit Journal del 5 settembre 1909, accanto a un articolo sulla Great Aviation Week.
La spiaggia, con la sua fascia color ocra, separa lo spazio dei pescatori dalle case e corre lungo il lato destro del dipinto, il che significa che gli edifici, mostrati frontalmente, si dispongono stranamente seguendo la curva del terreno. Allo stesso modo, i pescatori sembrano quasi incastrati su una striscia di terra.